# Eudistoma purpureum
Eudistoma purpureum är en sjöpungsart som beskrevs av Kott 1990. Eudistoma purpureum ingår i släktet Eudistoma och familjen Polycitoridae. Inga underarter finns listade i Catalogue of Life.